# Lijst van burgemeesters van Nieuwstadt
Dit is een lijst van burgemeesters van de voormalige Nederlandse gemeente Nieuwstadt tot die gemeente op 1 januari 1982 opging in de gemeente Susteren.
| Ambtsperiode | Naam burgemeester           | Partij of stroming | Bijzonderheden                                                                          |
| ------------ | --------------------------- | ------------------ | --------------------------------------------------------------------------------------- |
| 1819 - 1845  | H. Vlecken                  |                    | eerst schout                                                                            |
| 1845 - 1859  | J.H. Beusmans               |                    |                                                                                         |
| 1859 - 1864  | J.W. Nelissen               |                    | tevens burgemeester van Limbricht                                                       |
| 1864 - 1880  | F.H. Kruijen                |                    |                                                                                         |
| 1880 - 1903  | W. Stelten                  |                    |                                                                                         |
| 1904 - 1916  | J.F.J. Evertz               |                    | tevens burgemeester van Susteren (1899-1923)                                            |
| 1916 - 1921  | H.M.J.M. Vroemen            |                    |                                                                                         |
| 1921 - 1926  | Louis (A.H.) Termeer        |                    | later burgemeester van Grubbenvorst                                                     |
| 1927 - 1932  | S.D. Douven                 |                    | later burgemeester van Melick en Herkenbosch en Bergen (L)                              |
| 1932 - 1941  | M.R. Haan                   |                    |                                                                                         |
| 1941 - 1943  | M.F.L.H. Welters            | NSB                | waarnemend; tevens burgemeester van Sittard en waarnemend burgemeester van Broeksittard |
| 1943 - 1944  | M.H. Keller                 | NSB                | tevens burgemeester van Susteren                                                        |
| 1944 - 1949  | M.R. Haan                   |                    |                                                                                         |
| 1949 - 1950  | Mathieu (M.J.P.M.) Corbey   |                    | eerder burgemeester van Broeksittard                                                    |
| 1951 - 1966  | Theo (Th.J.W.) van Hinsberg |                    | later burgemeester van Grevenbicht en Obbicht en Papenhoven                             |
| 1966 - 1972  | Pierre (P.M.) Willeme       |                    |                                                                                         |
| 1972 - 1982  | Frans (F.A.) Corten         | KVP / CDA          | tevens burgemeester van Limbricht (1966-1982)                                           |